# Споменик жртвама рације у Новом Саду
Споменик жртвама рације у Новом Саду је подигнут 1971. године и представља знаменито место као непокретно културно добро од великог значаја.

## Историја
У Новом Саду, на кеју који данас носи име Кеј жртава рације, фашистички окупатор је у такозваној „јануарској рацији“ од 21. до 23. јануара 1942. извршио масовно стрељање више од хиљаду недужних грађана Новог Сада. На том месту подигнута је бронзана композиција „Породица“, висока 4 m, посвећена жртвама палим у Другом светском рату.

## Изглед споменика
Споменик је рад вајара Јована Солдатовића и откривен је 1971. године. Почетком 1992. споменик је употпуњен са још 78 бронзаних плоча које је израдио исти вајар. На четири плоче (три са текстом на српском и једна на хебрејском језику) исписане су основне информације о догађају, а на 66 плоча имена убијених личности. Између плоча са текстовима ритмички су распоређене плоче украшене симболима Давидове звезде (4 плоче), крста (2) и оцила (1). Испод споменика се налазе плоче са текстовима на српском, мађарском, словачком и хебрејском језику.
Реконструкција насилно уклоњених плоча је извршена 2004. године.